# Regione Occidentale (Malta)
La Regione Occidentale (in maltese: Reġjun Punent) è una delle sei regioni di Malta. Si trova nella parte sud-occidentale dell'isola principale di Malta. Confina con le regioni Settentrionale e Meridionale.
È stata istituita con la Legge n. XIV del 2019 da una parte della Regione Centrale ed è entrata in vigore nel 2022.

## Suddivisione

### Consigli locali
- Dingli
- Kirkop
- Mdina
- Mqabba
- Qrendi
- Rabat
- Safi
- Siġġiewi
- Żebbuġ
- Zurrico